# Watts (Los Angeles)

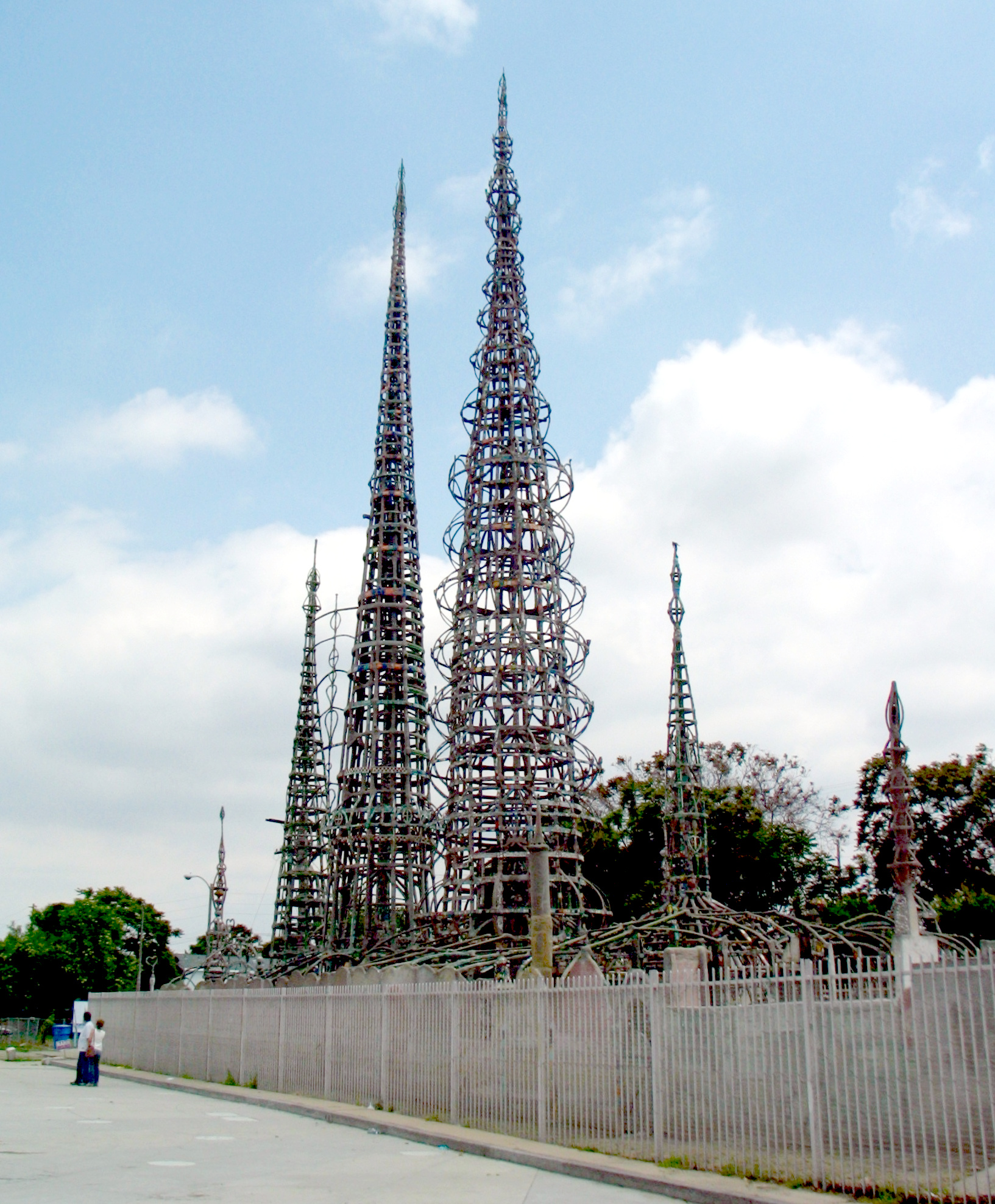
Le Watts Towers, attrazione principale del distretto.

Watts è un distretto residenziale della parte sud di Los Angeles (California). È conosciuto principalmente per le Watts Towers e gli scontri successi nell'estate del 1965.

## Storia

### Fondazione

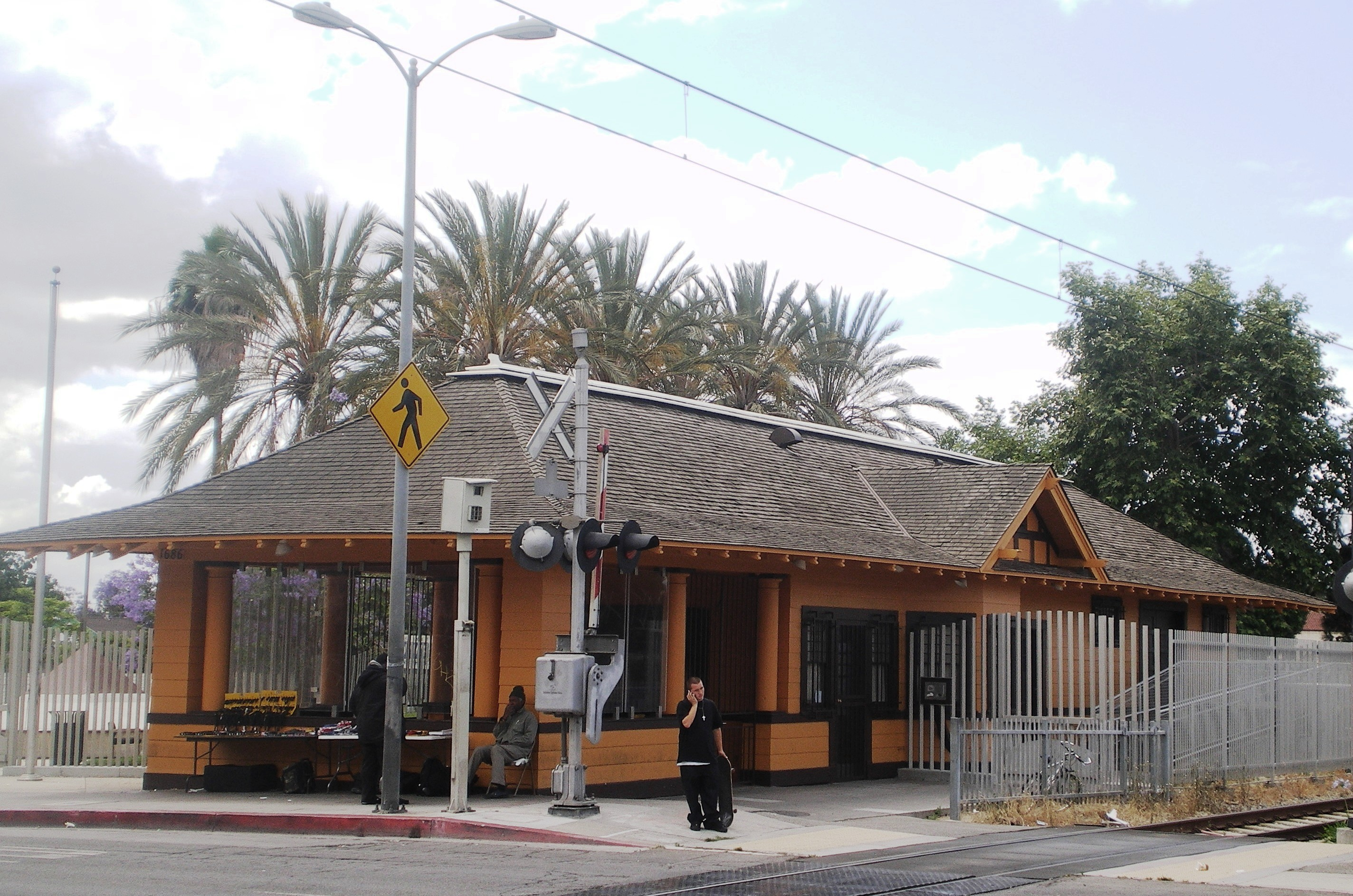
La stazione di Watts oggi, cambiata in maniera irrilevante dal tempo della costruzione.

Watts viene fondata nel 1820 come colonia da viaggiatori spagnoli e messicani, all'epoca era parte integrante del Rancho La Tajuata.
Come per tutti i Ranchos, le attività produttive del luogo erano la pastorizia e l'allevamento e macellazione di carni bovine. A partire dal 1870, con l'arrivo dei pionieri bianchi americani, il territorio viene venduto agli Stati Uniti d'America e iniziano a essere costruite le prime abitazioni, collegamenti stradali e botteghe.
Nei primi anni del Novecento viene prolungata la ferrovia, che facendo fermata a Watts istiga la piccola comunità ad un avanzamento urbano, che entro il 1907 trasforma la colonia in una vera e propria città. La stazione di Watts viene terminata nel 1904 e per molti anni ha funto da servizio principale anche per la vicina Los Angeles.
Nel 1926, l'esplosione demografica di Watts crea nuova occupazione e richiesta di edilizia, e questo provoca l'inglobamento della cittadina con la più vasta Los Angeles, diventando inizialmente contigui. I neri americani a Watts sono stati pochi sino alla prima metà del Novecento, e lavoravano principalmente come autisti di bus e operai della ferrovia. Il primo uomo d'affari di colore a Watts è Charles C. Leake, che nel 1914 si trasferisce qui come imprenditore.
Dopo il 1940, epoca della seconda grande migrazione interna dagli Stati Louisiana, Mississippi e Texas, decine di migliaia di afroamericani si stabilirono a Watts formando una consistente comunità.
Proprio durante questi anni fu importante la manovalanza dei neri al fine di costruire i progetti edilizi Nickerson Gardens, Jordan Downs e Imperial Courts. Verso la fine degli anni cinquanta e la metà degli anni sessanta la comunità operaia bianca di Watts migrò verso altre zone della California, lasciando la cittadina un centro importante per le comunità di colore che raggiunsero oltre il 90% della popolazione totale.

### I fatti di Watts

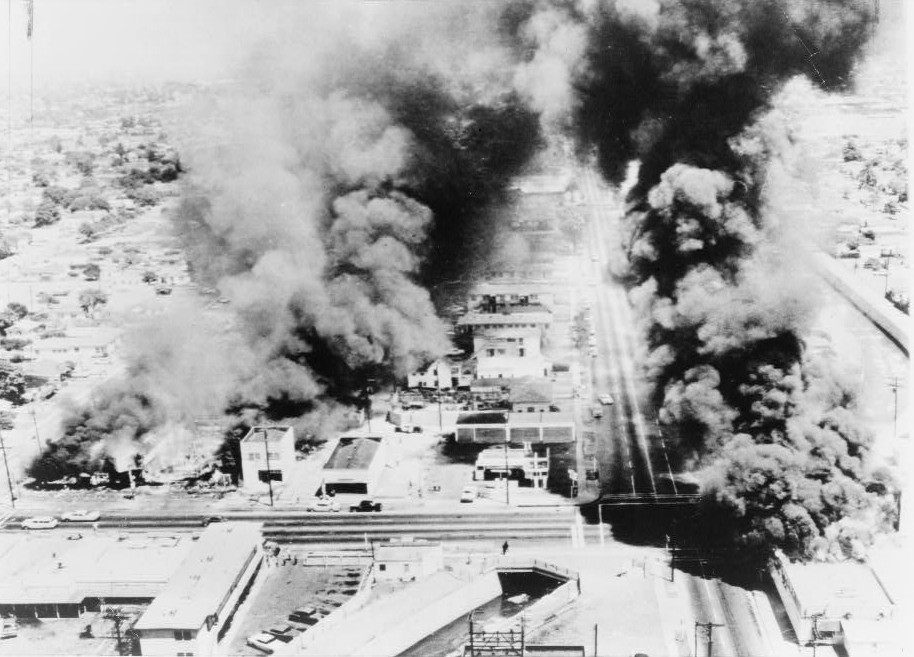
Watts in preda agli incendi dolosi durante la sommossa.

I fatti di Watts furono una serie di tumulti per motivi razziali durati dall'11 agosto al 17 agosto del 1965 in cui fu dato fuoco e venne saccheggiata la maggior parte del quartiere. Ci furono 34 morti e 1.032 feriti con un ammontare di danni pari a 40.000.000 dollari.
Vecchi rancori erano presenti dalle prime ondate migratorie, cui la polizia per far fronte al crescere della criminalità di natura afroamericana ottemperava con metodi brutali e repressivi mai andati giù alla comunità nera.

### Oggi
Oggi Watts combatte il degrado urbano e la microcriminalità sempre più presenti. Il governatore ha varato opzioni culturali come la visita di musei, chiese, attrazioni e parchi da parte degli istituti scolastici.

## Demografia
Al censimento del 2000 stilato dall'U.S. Census, la popolazione di Watts ammontava a 22.487 persone, così divise:
- 38,9% di Afroamericani
- 13,3% di bianchi
- 9,8% di amerindi
- 5,2% di asiatici e/o polinesiani
- 32,8% di altri gruppi etnici

La popolazione è conosciuta per il suo alto livello di povertà, che rende il distretto il più povero di tutta Los Angeles.
Il 49,1% degli abitanti totali è sotto la soglia della povertà, senza reddito fisso o molto basso.

## Educazione e istruzione
A Watts operano sei istituti di istruzione primaria e secondaria:
- Los Angeles Unified School District: scuola pubblica primaria che serve tutto il distretto 7 del municipio.
- David Starr Jordan High School: scuola pubblica secondaria con materie principali le scienze matematiche. Il 76,5% degli studenti è di origine ispanica, il 23% afroamericana e una piccola percentuale caucasoide e di altre etnie.
- Youth Opportunities High School: scuola pubblica secondaria facente parte del gruppo Los Angeles Conservation Corps, si trova in 109th Street School.
- Compton Avenue Elementary: scuola pubblica primaria.
- Jack H. Skirball Middle School: scuola pubblica primaria.
- San Miguel School: scuola privata secondaria finanziata dall'Arcidiocesi di Los Angeles. Ha una capienza per 200 studenti circa con una retta mensile di 145$. La maggior parte degli iscritti è di provenienza latinoamericana.

È presente anche la Los Angeles Public Library, una biblioteca pubblica operante per l'Alma Reaves Woods.